# Johan Lauritzen
Johan H. Lauritzen (9 giugno 1891 – 9 dicembre 1967) è stato un calciatore norvegese, di ruolo attaccante.

## Carriera

### Club
Lauritzen giocò con la maglia dello Storm.

### Nazionale
Conta una presenza per la Norvegia. Il 14 settembre 1913, infatti, fu in campo nel pareggio per 1-1 contro la Russia.